# Heinkel He 115
Heinkel He 115 byl německý dvoumotorový námořní víceúčelový plovákový letoun. Vznikl na základě požadavků RLM z roku 1935 na vývoj nového hydroplánu k nahrazení letounů Heinkel He 59, zaslaných firmám Heinkel a Blohm und Voss.

## Kariéra a vývoj
První prototyp He 115 V1 (imatrikulace D-AEHF) byl zalétán v srpnu 1937. Pohon zajišťovaly dva hvězdicové motory BMW 132K, obrannou výzbroj tvořily dva pohyblivé kulomety MG 15 ráže 7,92 mm. Měl nejprve prosklenou příď, avšak kvůli testům s cílem dosáhnout rekordu byla vyměněna za hladkou celokovovou. Díky této úpravě mohl 20. března 1938 na zkouškách ve zkušebním středisku v Travemünde na první pokus zdolat osm rekordů v kategoriích na vzdálenost 1000 a 2000 km, s nákladem 2000, 1000, 500 kg a prázdným nákladním prostorem. Přitom dosáhl maximální rychlosti 320 km/h. Těmito výkony porazil konkurenční typ Blohm & Voss Ha 140.
Druhý prototyp  He 115 V2 (D-APDS) dostal silně zaoblené prodloužené plováky, měl však již opět prosklenou příď se střílnou a zaměřovačem Lotfe. Motory BMW 132K obdržely nové kryty typu NACA, změněn byl také tvar SOP. Tento stroj měl také zdvojené řízení, které bylo následně instalováno i do prvního prototypu. 
Třetí prototyp He 115 V3 (D-ABZV) představoval vzor sériové verze He 115 A. Přední část trupu byla celkově změněna a prodloužena o 0,20 m. Změněn byl také tvar křídla a VOP Letové testy byly zahájeny v březnu 1938.
Poslední, čtvrtý prototyp  He 115 V4 (D-AHME) měl mírně upravený tvar ocasních ploch. 
V létě 1938 bylo vyrobeno deset předsériových letounů He 115 A-0 pro zkoušky u Luftwaffe, které odpovídaly prototypu V4. 
Nakonec obdržela Luftwaffe jako specializovaný typ pro torpédování verzi He 115 A-1, která začala opouštět továrnu začátkem ledna 1939. 
Protože se zahraničí o tento typ zajímalo také, postavil Heinkel typ He 115 A-2, který se od A-1 lišil rádiovým vybavením, bombardovacím zaměřovačem a hlavňovou výzbrojí. Z této série obdrželo Švédsko a Norsko speciálně upravené stroje pro dálkové akce s možností podvěsu torpéd m/38 a m/41. 
Od poloviny roku 1938 se rozběhl velkosériový projekt He 115 A-3 pro Luftwaffe, pokračoval verzí He 115 B-1 s aerodynamickými vylepšeními pro lepší výkon. Tento typ se hojně dostal do služby v severských zemích. Paradoxem je, že právě při těchto operacích v roce 1940 se dostaly letouny stejného typu do bojů na obou stranách, když Norové tyto letouny použili k zoufalým protiútokům při odražení obojživelné invaze wehrmachtu. Některé He 115 norské provenience přelétly do Anglie a zde ojediněle znovu zasahovaly do bojů.
Typ Heinkel He 115 se mimořádně osvědčil při kladení min. Pro operace v ledových vodách byla verze He 115 B-2 obdařena speciálně odolnými plováky proti ledu, jinak však odpovídala verzi B-1. Pro dálkové pozorovací lety byl vyvinut letoun He 115 B-1/R1. Další varianta He 115 B-1/R2 odpovídala zcela B-1 a B-2, měla však závěsník na pumu o váze 500 kg (typ SC 500 nebo SD 500). Závěrečná verze R3 měla ve výzbroji odhazovací zařízení pro letecké miny LMA III (500 kg) a LMB III (920 kg). Avšak posledně jmenované zařízení se dostalo do boje jen v severských mořích. Příležitostně létaly také tyto stroje na ochranu konvojů se zamlžovacím zařízením SV 300 (verze He 115 R4). Přístroje s tímto vybavením létaly ve Středomoří na ochranu námořních tras pro zásobování jednotek Afrikakorps. Za normálních okolností létal He 115 s torpédem LTF 5 nebo LTF 6b. Relativně slabá palubní výzbroj s jedním pohyblivým MG 15 v přídi a druhým na zádi byla vylepšována až v následujících sériích na konci války. V základních konstrukčních prvcích byly všechny verze He 115 prakticky totožné. S motory BMW 132 mohl celokovový letoun mít cestovní rychlost 300 km/h. Jeho jednoposchoďové plováky z lehkého kovového materiálu byly rozděleny do jednotlivých komor, aby při poškození letadlo s děravými plováky udrželo stabilitu na hladině.

## Varianty

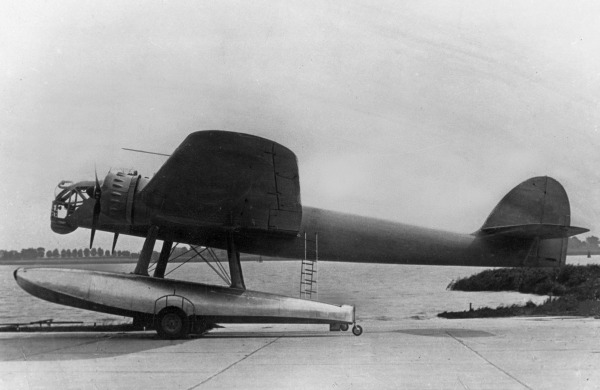
He 115 V1

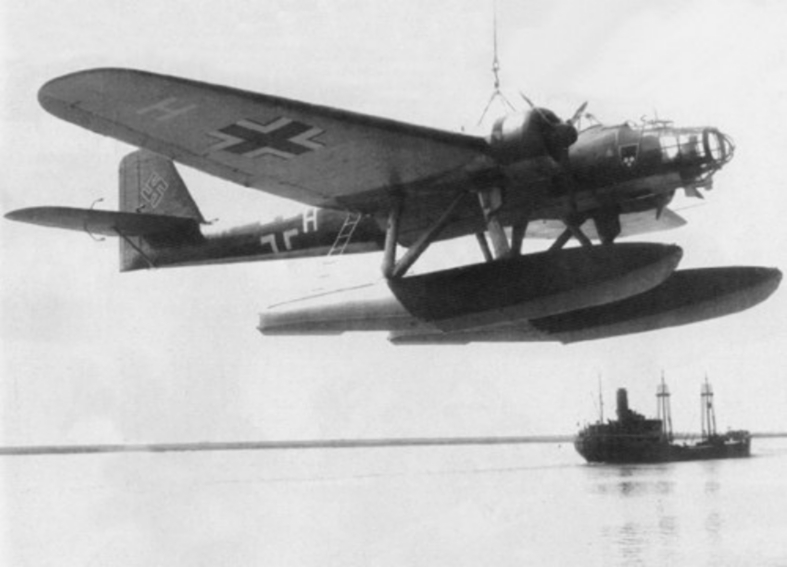
Heinkel He 115B, 1./Küstenfliegergruppe 206

- He 115A-0: Předsériová letadla, postaveno 10 kusů odpovídajících 4. prototypu. Zkoušky v létě 1938 jako torpédovací a pozorovací letoun.
- He 115A-1: Od počátku 1938 postaveno 34 kusů. Max. váha 9545 kg (jako A-0), Užitečné zatížení 750 kg.
- He 115A-2: Postaveno 6 strojů pro Norsko a 10 pro Švédsko. Exportováno bez vojenské výzbroje. Po pádu Norska přechází pár strojů do Finska.
- He 115A-3: Podobná A-1, pouze lepší vysílačka. Série z konce 1939.
- He 115B-0: Podobná A-2, jen v zádi zbraň MG FF místo MG 15. Max. hm. 10 420 kg. Zvětšena nosná plocha, žádná série.
- He 115B-1: Výroba zahájena 1939, verze stejná jako B-0
  - He 115B-1/R1
  - He 115B-1/R2
  - He 115B-1/R3.
- He 115B-2: Žádná série, identická s B-1, pouze leduvzdorné plováky.
- He 115C-1: Výroba od 1940. Zvětšená výzbroj (+ jeden MG 151/20 a dva MG 17). Max. váha 10 680 kg.
  - He 115C-1/R1
  - He 115C-1/R2
  - He 115C-1/R3
  - He 115C-1/R4
- He 115C-2: série, identická s C-1, pouze přidány leduvzdorné plováky jako u B-2.
- He 115C-3: 18 strojů postaveno roku 1940, na kladení min.
- He 115C-4: 30 strojů ze série C-1, bez výzbroje kromě jednoho MG 15. Série pro torpédování, 1940.
- He 115D-0: Postaven jen 1 kus, 1941. Pro rychlý průzkumný let (motory BMW 801 MA), žádná série.
- He 115E-1: Hotovo 141 strojů. Vylepšená vysílačka, jeden kulomet MG 151/20, jeden MG 15, jeden MG 81Z.

## Popis konstrukce
Heinkel He 115 byl námořní víceúčelový letoun (průzkumný, bombardovací, torpédový), dvoumotorový samonosný středoplošník celokovové konstrukce s krytými prostory osádky a dvojicí kovových plováků. Pohon všech sériově vyráběných verzí zajišťovala dvojice vzduchem chlazených hvězdicových devítiválců BMW 132K (licenční kopie amerických motorů Pratt & Whitney Hornet), pouze jediná verze D-0 měla motory BMW 801 MA (postaven 1 kus). Používanou výzbroj tvořily kulomety MG 15, MG 151 a MG 17. Další výzbroj byla tvořena torpédy LTF 5 nebo LTF 6, pumami SC 250 a SD 500 nebo minami LMB III (920 kg) a LMA III (750 kg). Výzbroj se u různých verzí lišila, podrobný popis naleznete u jednotlivých verzí.

## Specifikace (He 115 A-5)

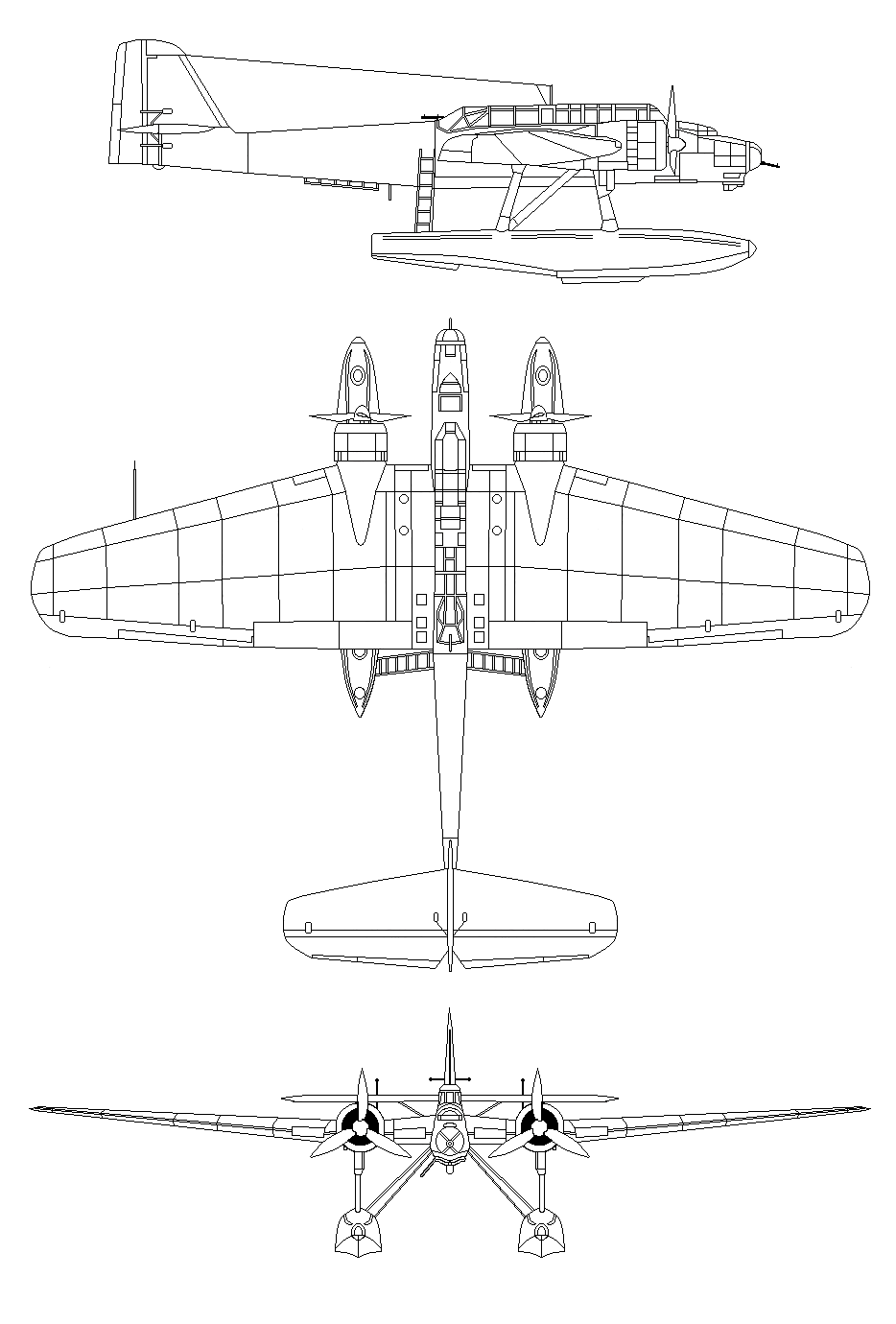
Třípohledový nákres He 115

### Technické údaje
- Osádka: 3
- Rozpětí: 22,275 m
- Délka: 17,3 m
- Výška: 6,6 m
- Nosná plocha: 87,5 m²
- Plošné zatížení: 103,8 m²
- Hmotnost prázdného stroje: 5290 kg
- Vzletová hmotnost: 9080 kg
- Pohonné jednotky: 2 × 9válcový hvězdicový motor BMW 132, každý o výkonu 630 kW
- Výkon/hmotnost: 139 W/kg

### Výkony
- Maximální rychlost: 349 km/h
- Dostup: 6520 m
- Bojový dolet: 2100 km

### Výzbroj
- 2 × kulomet MG 15 ráže 7,92 mm
- do 1000 kg pum nebo torpéd